# Olios werneri
Olios werneri là một loài nhện trong họ Sparassidae.
Loài này thuộc chi Olios. Olios werneri được Eugène Simon miêu tả năm 1906.